# Enceinte de Longwy
 (décembre 2021).
L'enceinte de Longwy est un système de fortifications français, situé cœur historique de la ville de Longwy en Meurthe-et-Moselle. Elle fut créée entre 1679-1684 par Sébastien Le Prestre de Vauban et est inscrite au patrimoine mondial de l'humanité depuis le 7 juillet 2008 en tant que composante du réseau des sites majeurs de Vauban.

## Histoire

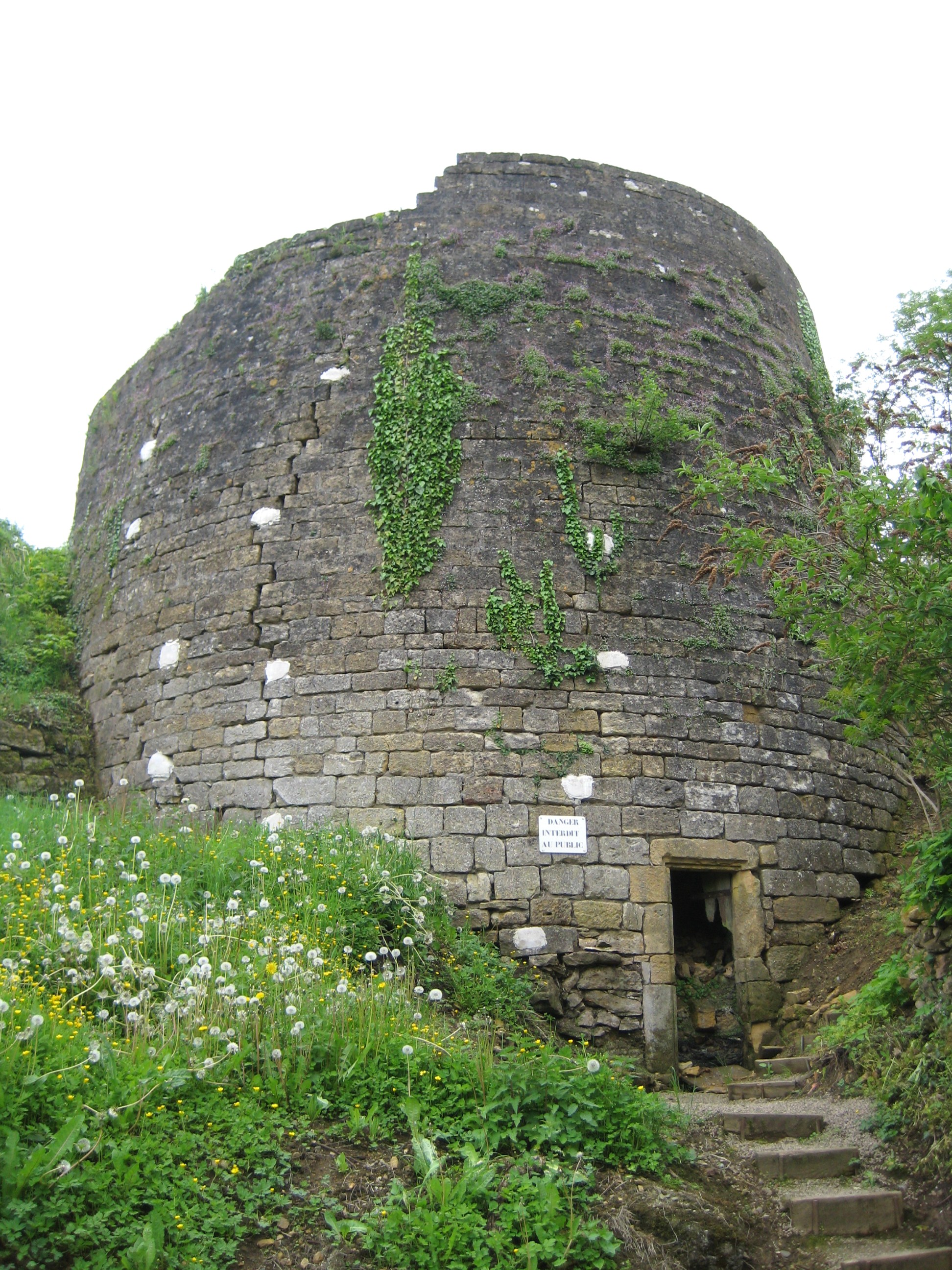
Tour de Malcouvert, vestige du château médiéval.

Les ducs de Lorraine avaient fait édifier un château-fort afin de défendre l'extrême nord de leur territoire, surplombant la ville de Longwy. Progressivement, une ville haute s'était édifiée autour de ce château.
Après une série de sièges, Longwy est annexée au royaume de France par le traité de Nimègue signé le 19 août 1678 entre les Provinces-Unies et la France à la fin de la guerre de Hollande.
La création d'une place forte de plaine est confiée par le roi à Vauban et Choisy. Ils font détruire le vieux château et l’ancien Longwy-Haut afin d'y construire la ville neuve sur un plateau dominant la vallée de la Chiers et Longwy-Bas.
La construction se déroule entre 1679-1690.
La place forte fut endommagée par des bombardements en 1914 et 1944.

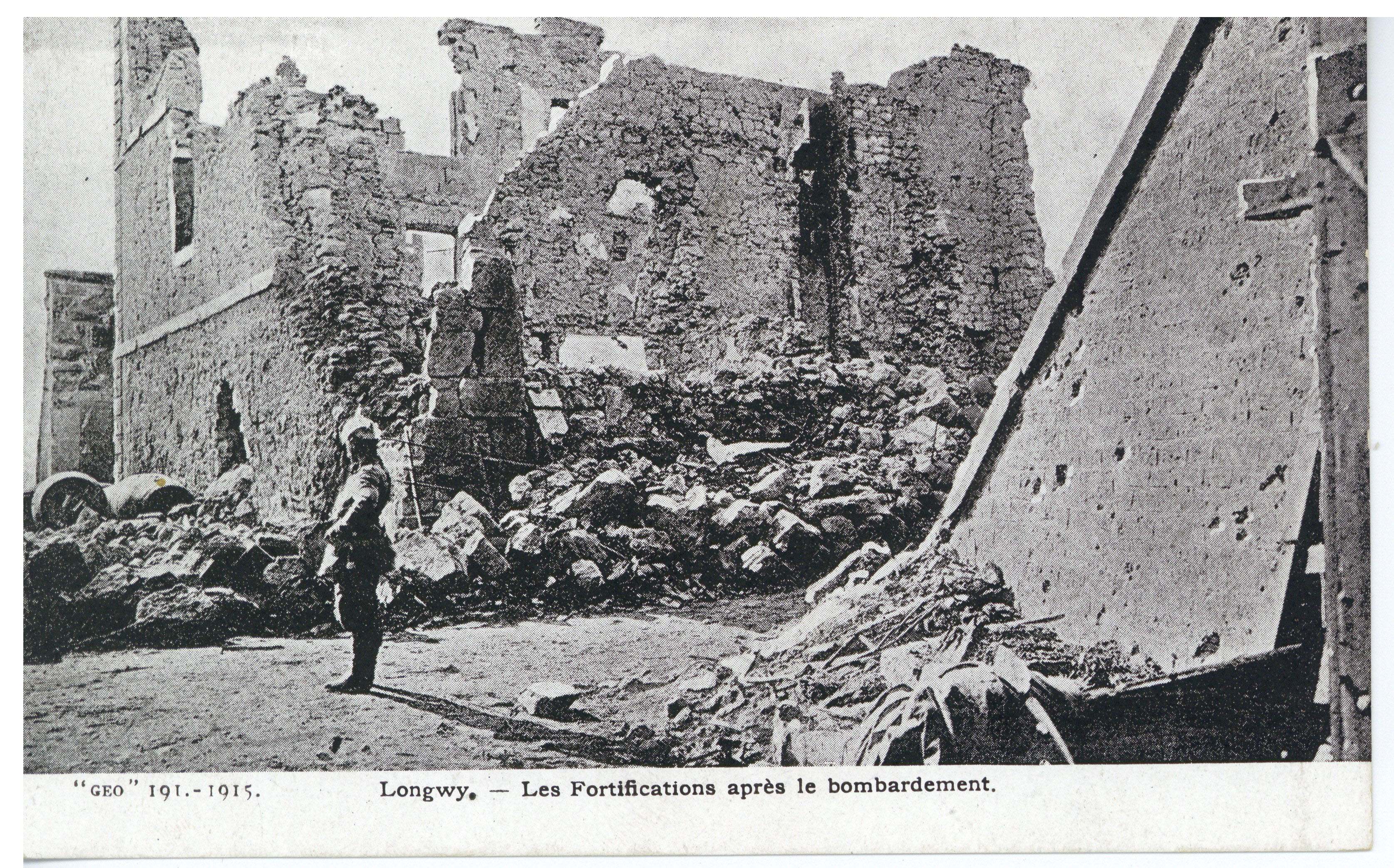
Les fortifications après le bombardement, carte postale de 1914. Bibliothèque municipale de Nancy.

La Porte de France, de l'enceinte de Longwy-Haut, est classée au titre des monuments historiques par arrêté du 20 août 1913. De plus, de nombreux bastions (château, du Bourg, Notre-Dame, Saint-Martin) et différents ouvrages (demi-lune, courtine, ouvrage à Cornes) sont également classés par arrêté du 3 octobre 1933.
Cet ensemble est classé au patrimoine mondial de l'UNESCO, au titre de l'œuvre de Vauban.

## Architecture

Plan de la citadelle en 1745.

La forteresse est construite sur un plan hexagonal, et renferme une église, un arsenal, onze casernes ainsi que cinq puits. L'accès se faisait par deux portes : la porte de Bourgogne (détruite en 1914) et la porte de France.
La place forte est ordonnée en quadrilatères organisés autour d'une vaste place centrale.
En 2019, plus de la moitié de l'enceinte et des bastions ainsi que la porte de France sont parfaitement conservés et la plupart des bâtiments construits par Vauban y sont toujours visibles : Hôtel de ville, l'église, les casernes, le puits central, la boulangerie.
Porte de France construite en 1683, date portée (date apocryphe). Ouvrages isolés (lunettes de Bourgogne, de France et du Précipice) ajoutés entre 1730 et 1751, d’après observations des plans. Pont dormant de la porte de France reconstruit en 1760 (date portée). Perfectionnement du système défensif à partir de 1789, inachevé au moment du siège de 1792, avec construction d’un cavalier dans l’ouvrage à corne. Redoute construite sur le site de l’ancien château entre 1789 et 1792 pour commander la vallée de la Moulaine et les plateaux de Mexy et de Pulventeux. Prolongement du passage de la porte de France en 1822 (date portée par l’intrados de la voûte). Travaux de renforcement, en arrière de la demi-lune 7 et de la première porte de France, effectués en 1827 (datation par source et date portée par la tablette de la contrescarpe de la demi-lune). Restauration de la porte de France en 1859 (date portée). Escalier installé dans la gorge de la demi-lune 7 après 1870-1871. Casemate de la porte de France construite en 1883. Redoute du vieux château améliorée en 1884. Une autre redoute, dite de Romain ou du bel arbre, étant construite la même année sur le vieux chemin de Romain. Destruction en 1827 de la lunette 32, dite de Bourgogne et en 1914 de la porte de Bourgogne avec éboulement des courtines l’entourant. Percement d’une route dans le bastion 1, dit du bourg, entre 1920 et 1926, prolongée vers le nord en 1930. Destruction et comblement de toutes les parties non classées entre 1921 et 1926 puis en 1953-1954 pour permettre l’accroissement de la ville (enceinte entre bastion 3 conservé partiellement et bastion 6 conservé en totalité). Destruction de l’ouvrage à corne et de la lunette 35, dite du fort de Bitche, en 1958. Hôtel du gouverneur presque totalement détruit en 1871, pendant la guerre de 1870, puis converti en magasin à fourrage ; hôpital de siège construit entre les bastions 4 et 7 après 1870, 1871.

## Vestiges
Les fronts nord et ouest ont été démantelés, le reste des fortifications existent toujours.
Le musée des émaux de Longwy est installé dans l'ancienne boulangerie militaire et retrace le savoir-faire de la Manufacture de Longwy.

## Images

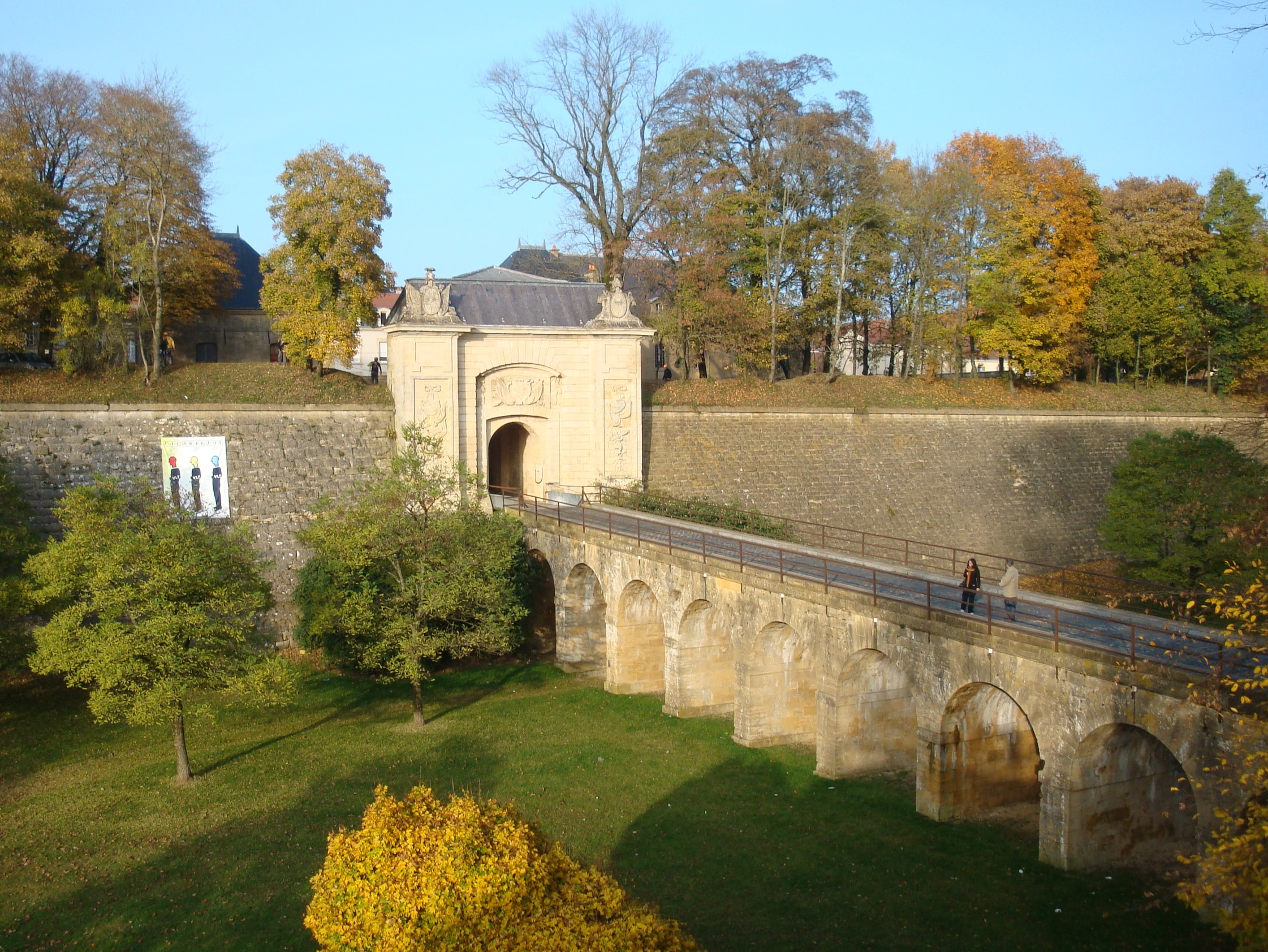
La Porte de France.
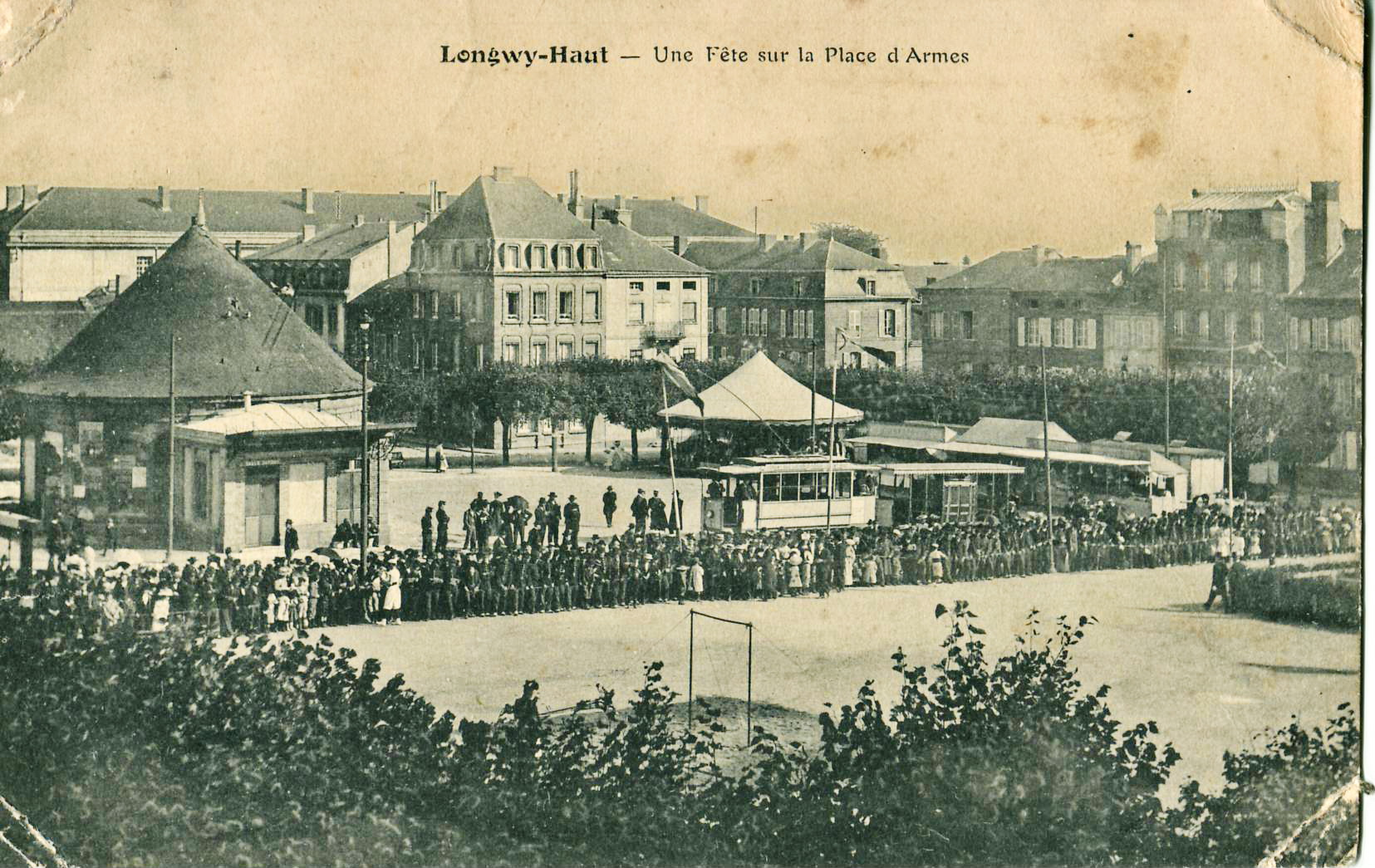
Une fête sur la Place d'Armes, vers 1906. La Place d'Armes était alors le terminus de l'une des deux lignes du Tramway de Longwy, dont on voit une rame derrière la foule.
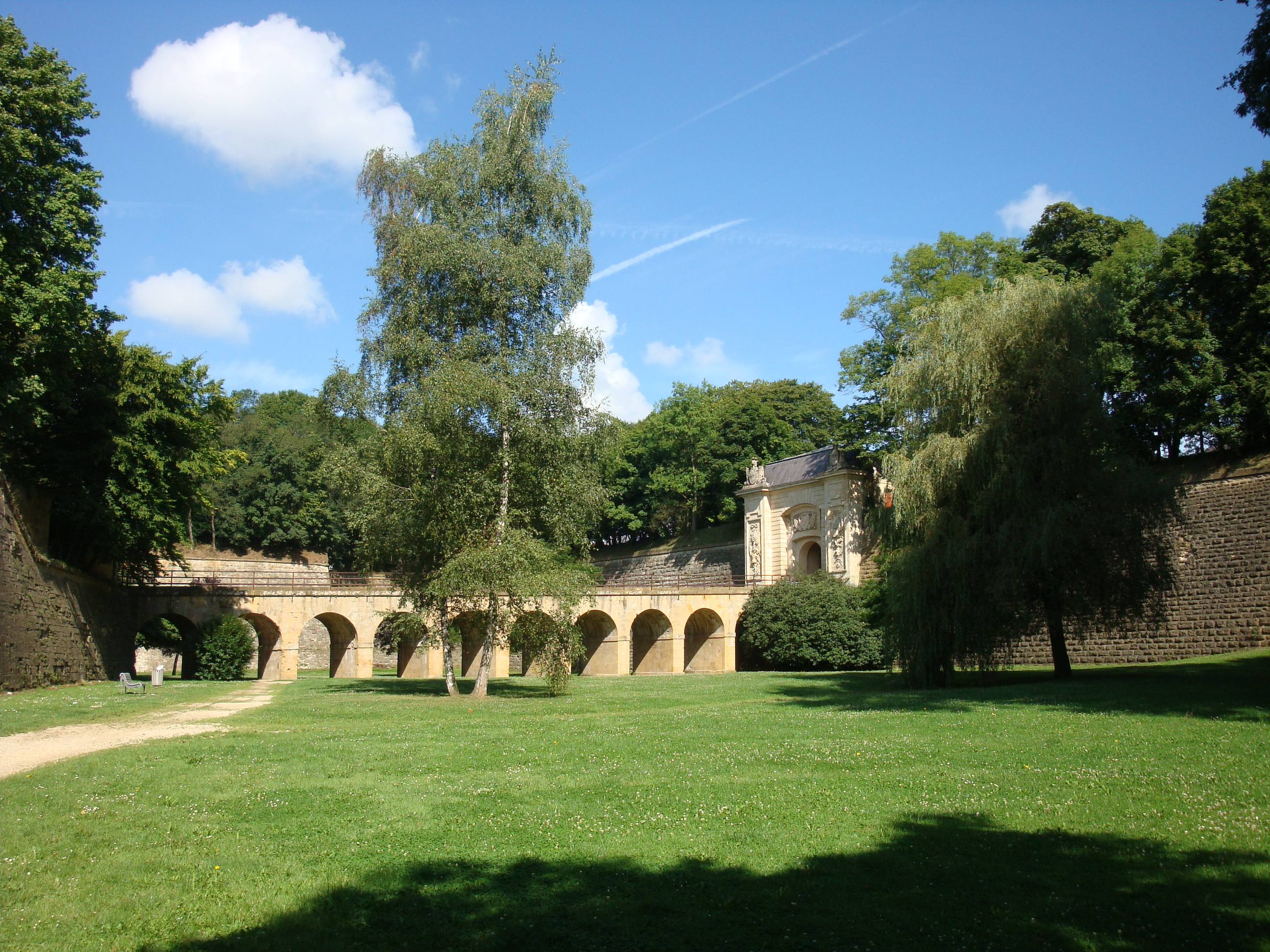
Vue de l'intérieur des Remparts.
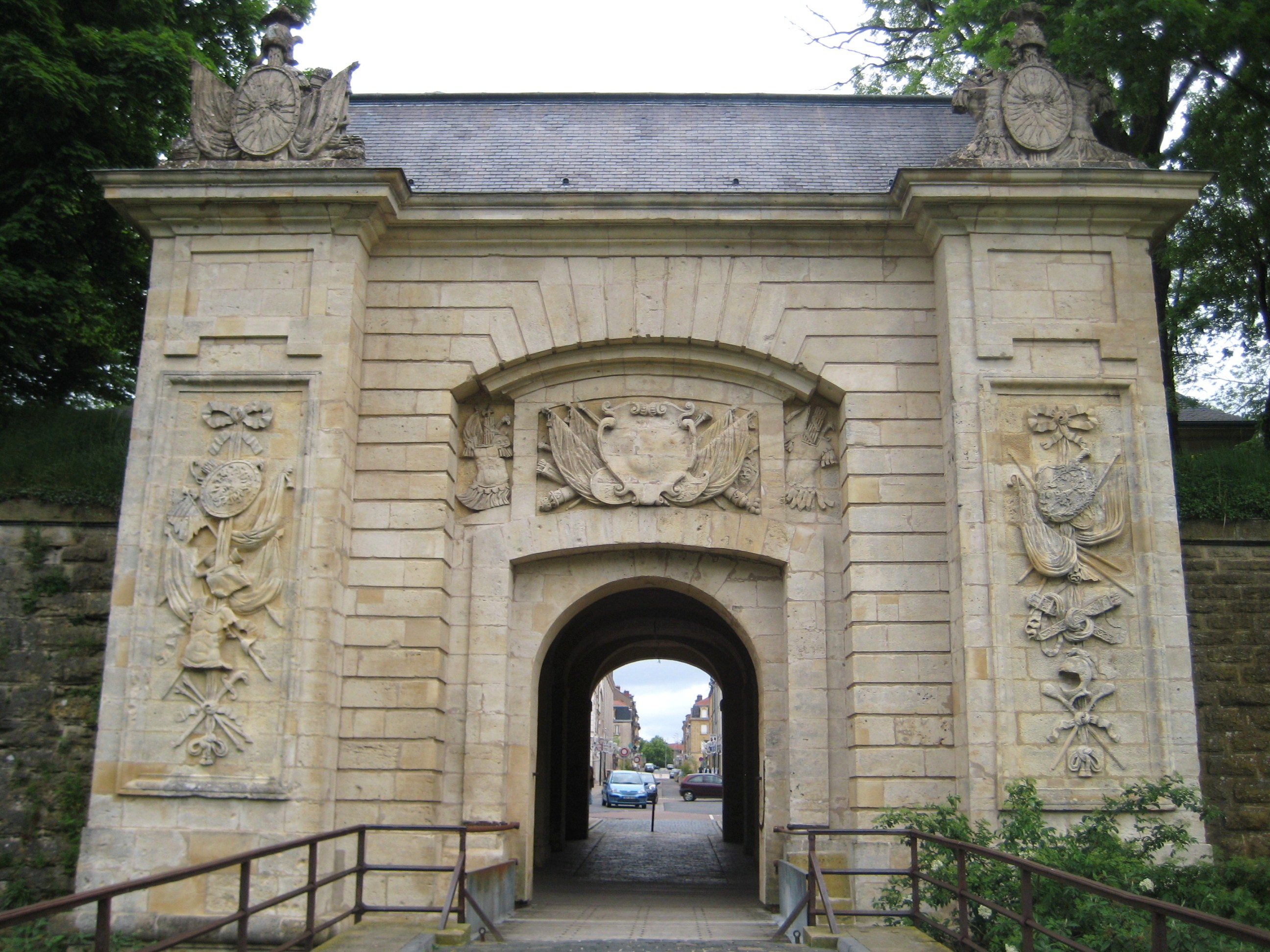
Vue détaillée de la Porte de France.